# Olivella nivea
Olivella nivea är en snäckart som först beskrevs av Gmelin 1791.  Olivella nivea ingår i släktet Olivella och familjen Olividae. Inga underarter finns listade i Catalogue of Life.